# Young Point
Der Young Point ist eine felsige Landspitze im  Grahamland auf der Antarktischen Halbinsel. Sie liegt am Ostufer der Bone Bay im Westen der Trinity-Halbinsel.
Der Falkland Islands Dependencies Survey kartierte sie 1948. Das UK Antarctic Place-Names Committee benannte sie 1953 nach dem britischen Chirurgen Adam Young, der 1820 auf der Brigg Williams unter Edward Bransfield an der Erkundung der Südlichen Shetlandinseln und der Bransfieldstraße beteiligt war.